# Russian Penguins
Russian Penguins byl profesionální ruský klub ledního hokeje, který sídlil v Moskvě. V letech 1993–1994 působil v profesionální soutěži International Hockey League. Penguins odehráli celkem 13 zápasů proti každému týmu IHL se statistikami dvou výher, devíti proher a dvou proher v prodloužení (celkem zisk šesti bodů do tabulky). Klubové barvy byly červená a bílá.
Založen byl v roce 1993 poté co majitel Pittsburghu Penguins Howard Baldwin odkoupil 50% finančně slábnoucího CSKA Moskva. CSKA tehdy potřebovalo silnou finanční injekci, takže uvolnilo několik svých hráčů i s trenérem Viktorem Tichonovem do nově tvořícího týmu Russian Penguins. Tučňáci v soutěži odehráli pouze jednu necelou sezónu. Po dvou letech spolupráce Baldwin a jeho sponzoři definitivně upustili od tohoto projektu.
Nejznámějšími hráči, co za klub nastoupili, byli Sergej Brylin, Valentin Morozov, Oleg Belov, Alexandr Charlamov, Sergej Zvjagin, Jan Golubovsky a Nikolaj Chabibulin.

## Přehled ligové účasti
Zdroj: 
- 1993–1994: International Hockey League (Středozápadní divize)